# أري غوموندسون
أري غوموندسون (بالآيسلندية: Ari Friðbjörn Guðmundsson) هو سباح ومسؤول رياضي ومتزلج قفز أيسلندي، ولد في 14 سبتمبر 1927 في ريكيافيك في آيسلندا، وتوفي بنفس المكان في 6 سبتمبر 2003.

## روابط خارجية
- أري غوموندسون على موقع الاتحاد الدولي للسباحة (الإنجليزية)
- أري غوموندسون على موقع اللجنة الأولمبية الدولية (الإنجليزية)
- أري غوموندسون على موقع أوليمبيديا (الإنجليزية)